# Mistrzostwa świata w hokeju na rolkach mężczyzn
Mistrzostwa świata w hokeju na rolkach mężczyzn (ang. Roller Hockey World Cup) – międzynarodowy turniej hokeju na rolkach organizowany przez World Skate (do września 2017 przez Międzynarodową Federację Sportów Wrotkarskich (FIRS) dla męskich reprezentacji narodowych. Pierwsze mistrzostwa odbyły się od 1 do 5 kwietnia 1936 roku w niemieckim Stuttgarcie. Rozgrywki od 1956 odbywają się regularnie co dwa lata, a wcześniej co rok. Do 1956 również nazywano je Mistrzostwami Europy, tak jak uczestniczyły tylko drużyny z Europy. Najwięcej tytułów mistrzowskich zdobyła reprezentacja Hiszpanii.

## Wyniki
| Rok                                             | Organizator                       | T  |           | Finał      | Finał              | Finał       |       | Mecz o 3 miejsce | Mecz o 3 miejsce   | Mecz o 3 miejsce |  | Uwagi      |
| Rok                                             | Organizator                       | T  | Zwycięzca | Wynik      | Finalista          | III miejsce | Wynik | IV miejsce       |                    |                  |  | Uwagi      |
| Mistrzostwa świata w hokeju na rolkach mężczyzn |                                   |    |           |            |                    |             |       |                  |                    |                  |  |            |
| 1936                                            | Stuttgart (III Rzesza)            | 1  |           | Anglia     | brak               | Włochy      |       | Portugalia       | brak               | Szwajcaria       |  | 7 drużyn   |
| 1939                                            | Montreux (Szwajcaria)             | 2  |           | Anglia     | brak               | Włochy      |       | Portugalia       | brak               | Belgia           |  | 7 drużyn   |
| 1947                                            | Lizbona (Portugalia)              | 1  |           | Portugalia | brak               | Belgia      |       | Hiszpania        | brak               | Włochy           |  | 7 drużyn   |
| 1948                                            | Montreux (Szwajcaria)             | 2  |           | Portugalia | brak               | Anglia      |       | Włochy           | brak               | Hiszpania        |  | 9 drużyn   |
| 1949                                            | Lizbona (Portugalia)              | 3  |           | Portugalia | brak               | Hiszpania   |       | Włochy           | brak               | Belgia           |  | 8 drużyn   |
| 1950                                            | Mediolan (Włochy)                 | 4  |           | Portugalia | 4–0                | Włochy      |       | Szwajcaria       | brak               | Hiszpania        |  | 10 drużyn  |
| 1951                                            | Barcelona (Hiszpania)             | 1  |           | Hiszpania  | brak               | Portugalia  |       | Włochy           | brak               | Belgia           |  | 11 drużyn  |
| 1952                                            | Porto (Portugalia)                | 5  |           | Portugalia | 4–0                | Włochy      |       | Hiszpania        | brak               | Belgia           |  | 10 drużyn  |
| 1953                                            | Genewa (Szwajcaria)               | 1  |           | Włochy     | brak               | Portugalia  |       | Hiszpania        | brak               | Szwajcaria       |  | 13 drużyn  |
| 1954                                            | Barcelona (Hiszpania)             | 2  |           | Hiszpania  | brak               | Portugalia  |       | Włochy           | brak               | Belgia           |  | 15 drużyn  |
| 1955                                            | Mediolan (Włochy)                 | 3  |           | Hiszpania  | brak               | Włochy      |       | Portugalia       | brak               | Szwajcaria       |  | 14 drużyn  |
| 1956                                            | Porto (Portugalia)                | 6  |           | Portugalia | brak               | Hiszpania   |       | Włochy           | brak               | RFN              |  | 11 drużyn  |
| 1958                                            | Porto (Portugalia)                | 7  |           | Portugalia | brak               | Hiszpania   |       | Włochy           | brak               | Holandia         |  | 10 drużyn  |
| 1960                                            | Madryt (Hiszpania)                | 8  |           | Portugalia | brak               | Hiszpania   |       | Argentyna        | brak               | Włochy           |  | 10 drużyn  |
| 1962                                            | Santiago (Chile)                  | 9  |           | Portugalia | brak               | Włochy      |       | Hiszpania        | brak               | Szwajcaria       |  | 10 drużyn  |
| 1964                                            | Barcelona (Hiszpania)             | 4  |           | Hiszpania  | brak               | Portugalia  |       | Włochy           | brak               | Holandia         |  | 10 drużyn  |
| 1966                                            | São Paulo (Brazylia)              | 5  |           | Hiszpania  | brak               | Portugalia  |       | Argentyna        | brak               | Włochy           |  | 10 drużyn  |
| 1968                                            | Porto (Portugalia)                | 10 |           | Portugalia | brak               | Hiszpania   |       | Argentyna        | brak               | Włochy           |  | 10 drużyn  |
| 1970                                            | San Juan (Argentyna)              | 6  |           | Hiszpania  | brak               | Portugalia  |       | Włochy           | brak               | Argentyna        |  | 11 drużyn  |
| 1972                                            | A Coruña (Hiszpania)              | 7  |           | Hiszpania  | brak               | Portugalia  |       | Argentyna        | brak               | RFN              |  | 12 drużyn  |
| 1974                                            | Lizbona (Portugalia)              | 11 |           | Portugalia | brak               | Hiszpania   |       | Argentyna        | brak               | RFN              |  | 12 drużyn  |
| 1976                                            | Oviedo (Hiszpania)                | 8  |           | Hiszpania  | brak               | Argentyna   |       | Portugalia       | brak               | RFN              |  | 12 drużyn  |
| 1978                                            | San Juan (Argentyna)              | 1  |           | Argentyna  | brak               | Hiszpania   |       | Portugalia       | brak               | RFN              |  | 12 drużyn  |
| 1980                                            | Talcahuano (Chile)                | 9  |           | Hiszpania  | brak               | Argentyna   |       | Portugalia       | brak               | Chile            |  | 16 drużyn  |
| 1982                                            | Barcelos (Portugalia)             | 12 |           | Portugalia | brak               | Hiszpania   |       | Argentyna        | brak               | Chile            |  | 22 drużyny |
| 1984                                            | Novara (Włochy)                   | 2  |           | Argentyna  | brak               | Włochy      |       | Portugalia       | brak               | Hiszpania        |  | 10 drużyn  |
| 1986                                            | Sertãozinho (Brazylia)            | 2  |           | Włochy     | brak               | Hiszpania   |       | Portugalia       | brak               | Argentyna        |  | 10 drużyn  |
| 1988                                            | A Coruña (Hiszpania)              | 3  |           | Włochy     | brak               | Hiszpania   |       | Portugalia       | brak               | Argentyna        |  | 10 drużyn  |
| 1989                                            | San Juan (Argentyna)              | 10 |           | Hiszpania  | 2–1                | Portugalia  |       | Włochy           | 11–2               | Chile            |  | 12 drużyn  |
| 1991                                            | Porto (Portugalia)                | 13 |           | Portugalia | 7–0                | Holandia    |       | Argentyna        | 6–0                | Brazylia         |  | 12 drużyn  |
| 1993                                            | Bassano d.G., Sesto S.G. (Włochy) | 14 |           | Portugalia | 3–3 (dogr.) k. 1–0 | Włochy      |       | Argentyna        | 3–2                | Hiszpania        |  | 12 drużyn  |
| 1995                                            | Recife (Brazylia)                 | 3  |           | Argentyna  | 5–1                | Portugalia  |       | Hiszpania        | 2–0                | Brazylia         |  | 12 drużyn  |
| 1997                                            | Wuppertal (Niemcy)                | 4  |           | Włochy     | 5–0                | Argentyna   |       | Hiszpania        | 3–1                | Portugalia       |  | 12 drużyn  |
| 1999                                            | Reus (Hiszpania)                  | 4  |           | Argentyna  | 1–0                | Hiszpania   |       | Portugalia       | 5–4                | Włochy           |  | 12 drużyn  |
| 2001                                            | San Juan (Argentyna)              | 11 |           | Hiszpania  | 2–2 (dogr.) k. 1–0 | Argentyna   |       | Włochy           | 5–3                | Portugalia       |  | 15 drużyn  |
| 2003                                            | Oliveira de Azeméis (Portugalia)  | 15 |           | Portugalia | 1–0 (dogr.)        | Włochy      |       | Hiszpania        | 3–1                | Argentyna        |  | 16 drużyn  |
| 2005                                            | San Jose (USA)                    | 12 |           | Hiszpania  | 2–1                | Argentyna   |       | Portugalia       | 4–3                | Włochy           |  | 16 drużyn  |
| 2007                                            | Montreux (Szwajcaria)             | 13 |           | Hiszpania  | 8–1                | Szwajcaria  |       | Argentyna        | 2–2 (dogr.) k. 1–0 | Włochy           |  | 16 drużyn  |
| 2009                                            | Vigo (Hiszpania)                  | 14 |           | Hiszpania  | 3–1                | Argentyna   |       | Portugalia       | 8–3                | Brazylia         |  | 16 drużyn  |
| 2011                                            | San Juan (Argentyna)              | 15 |           | Hiszpania  | 5–4                | Argentyna   |       | Portugalia       | 9–2                | Mozambik         |  | 16 drużyn  |
| 2013                                            | Luanda, Namibe (Angola)           | 16 |           | Hiszpania  | 4–3                | Argentyna   |       | Portugalia       | 10–3               | Chile            |  | 16 drużyn  |
| 2015                                            | La Roche-sur-Yon (Francja)        | 5  |           | Argentyna  | 6–1                | Hiszpania   |       | Portugalia       | 7–3                | Niemcy           |  | 16 drużyn  |
| 2017                                            | Nankin (Chiny)                    | 17 |           | Hiszpania  | 3–3 (dogr.) k. 2–1 | Portugalia  |       | Argentyna        | 4–2                | Włochy           |  | 16 drużyn  |
| 2019                                            | Barcelona (Hiszpania)             | 16 |           | Portugalia | 0–0 (dogr.) k. 2–1 | Argentyna   |       | Hiszpania        | 5–0                | Francja          |  | 27 drużyn  |
| 2022                                            | San Juan (Argentyna)              | 6  |           | Argentyna  | 4–2                | Portugalia  |       | Francja          | 5–5 (dogr.) k. 3–2 | Włochy           |  | 22 drużyn  |
| 2024                                            | Novara (Włochy)                   | 18 |           | Hiszpania  | 2–1                | Argentyna   |       | Włochy           | 3–2                | Portugalia       |  | 27 drużyn  |

## Klasyfikacja medalowa
W dotychczasowej historii Mistrzostw świata na podium oficjalnie stawało w sumie 8 drużyn. Liderem klasyfikacji jest Hiszpania, która zdobyła złote medale mistrzostw 17 razy.
Stan na grudzień 2018.
| Lp. | Reprezentacja | Miejsca na podium | Miejsca na podium | Miejsca na podium | Zwycięskie sezony                                                                              |    |   | |
| --- | ------------- | ----------------- | ----------------- | ----------------- | ---------------------------------------------------------------------------------------------- | -- | - | --- |
| Lp. | Reprezentacja | 1.                | Hiszpania         | 18                | Zwycięskie sezony                                                                              | 12 | 8 | 1951, 1954, 1955, 1964, 1966, 1970, 1972, 1976, 1980, 1990, 2001, 2005, 2007, 2009, 2011, 2013, 2017, 2024 |
| 2.  | Portugalia    | 16                | 11                | 15                | 1947, 1948, 1949, 1950, 1952, 1956, 1958, 1960, 1962, 1968, 1974, 1982, 1991, 1993, 2003, 2019 |    |   | |
| 3.  | Argentyna     | 6                 | 10                | 10                | 1978, 1984, 1995, 1999, 2015, 2022                                                             |    |   | |
| 4.  | Włochy        | 4                 | 9                 | 11                | 1953, 1986, 1988, 1997                                                                         |    |   | |
| 5.  | Anglia        | 2                 | 1                 | 0                 | 1936, 1939                                                                                     |    |   | |
| 6.  | Szwajcaria    | 0                 | 1                 | 1                 |                                                                                                |    |   | |
| 7.  | Belgia        | 0                 | 1                 | 0                 |                                                                                                |    |   | |
| 7.  | Holandia      | 0                 | 1                 | 0                 |                                                                                                |    |   | |
| 9.  | Francja       | 0                 | 0                 | 1                 |                                                                                                |    |   | |